# Cryptanura xilitla
Cryptanura xilitla là một loài tò vò trong họ Ichneumonidae.